# Live 2012 (Area)
Live 2012 è il sesto album dal vivo del gruppo musicale italiano Area, pubblicato nel 2012 dalla Up Art Records.

## Descrizione
Si tratta di un doppio CD registrato dal vivo durante i concerti del Reunion Tour 2011-2012. Nel primo disco sono contenute nuove versioni di brani noti come Luglio agosto settembre (nero), La mela di Odessa, Arbeit macht frei e Cometa rossa, mentre nel secondo sono contenute registrazioni di brani inediti che vedono alternarsi assoli e duetti tra i membri del gruppo.
Nell'album, Fariselli, Tofani e Tavolazzi sono affiancati dal batterista Walter Paoli, musicista di lunga esperienza e già partner di Stefano Bollani. In Cometa rossa compare, nelle vesti di ospite, la cantante Maria Pia De Vito.

## Tracce
CD 1
1. La mela di Odessa
2. Cometa rossa
3. Luglio, agosto, settembre (nero)
4. Nervi scoperti
5. Gerontocrazia - L'elefante bianco
6. Arbeit macht frei
7. Sedimentazioni

CD 2
1. Encounter #1
2. Encounter #2 (Skindapsos)
3. Trikanta Veena suite
4. Encounter #3
5. Canzone di Seikilos
6. Aten (variazioni su Nefertiti di W. Shorter)

## Formazione
Gruppo
- Patrizio Fariselli – pianoforte, sintetizzatore
- Paolo Tofani – trikanta veena, chitarra elettrica, live electronics, santur, voce (CD 1: traccia 1)
- Ares Tavolazzi – contrabbasso, basso elettrico

Altri musicisti
- Walter Paoli – batteria
- Maria Pia De Vito – voce (CD 1: traccia 2)